# George Augustus Baker sr.

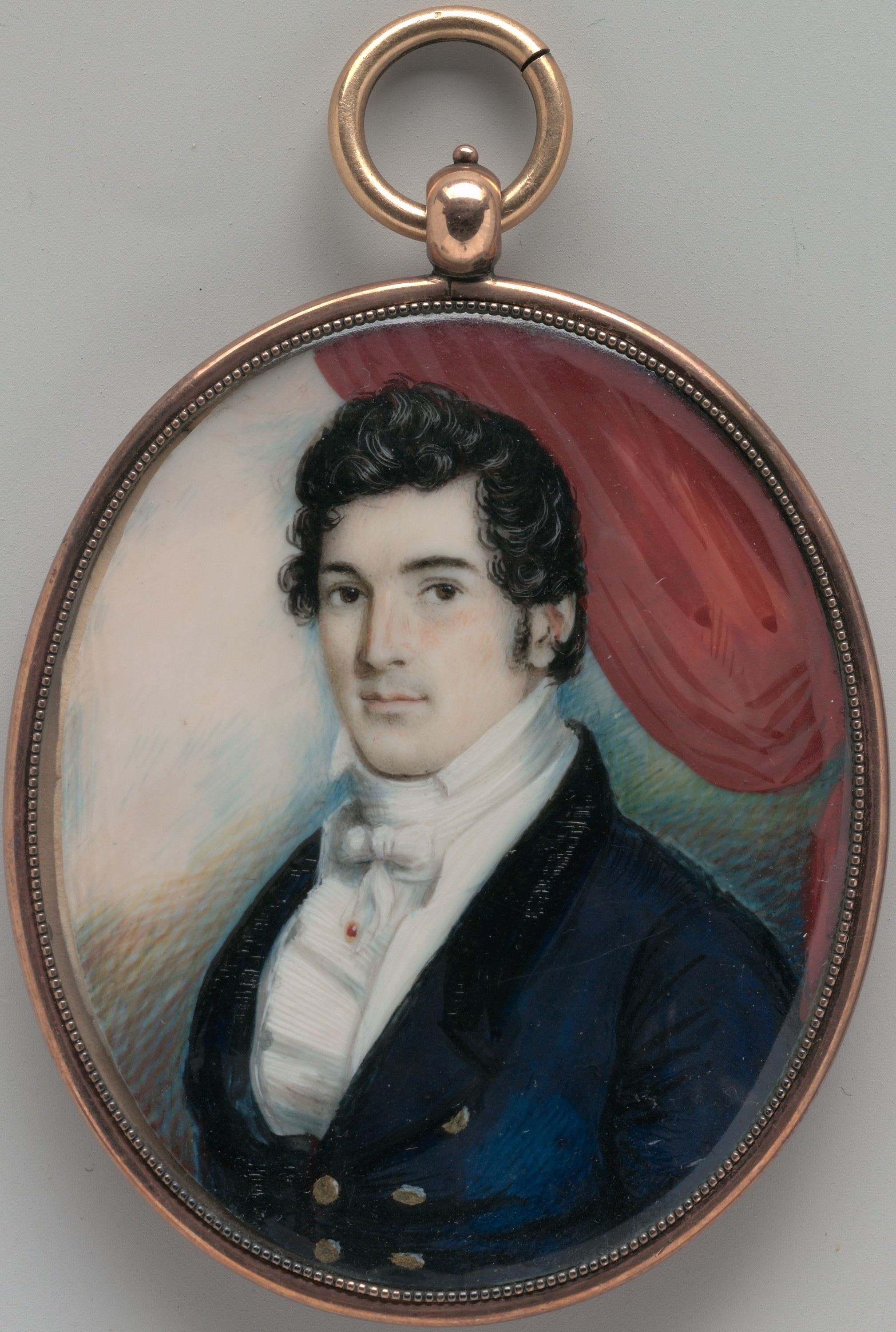
George Augustus Baker sr.: Stephen Thorn (1818). Metropolitan Museum of Art

George Augustus Baker sr. (* 1760 in Straßburg; † 1847 in New York) war ein amerikanischer Miniatur- und Porträtmaler.

## Leben
Der aus Frankreich emigrierte Künstler George Augustus Baker war ein Miniaturmaler, der ab 1818 in New York City tätig war. Am 2. Januar 1819 heiratete er Anne Mount. Abgesehen von der Existenz mehrerer Miniaturen ist über ihn nur sehr wenig bekannt. Sein Testament wurde am 3. Januar 1848 in New York City eröffnet. Er war der Vater des bekannteren Künstlers George Augustus Baker junior.

## Werk

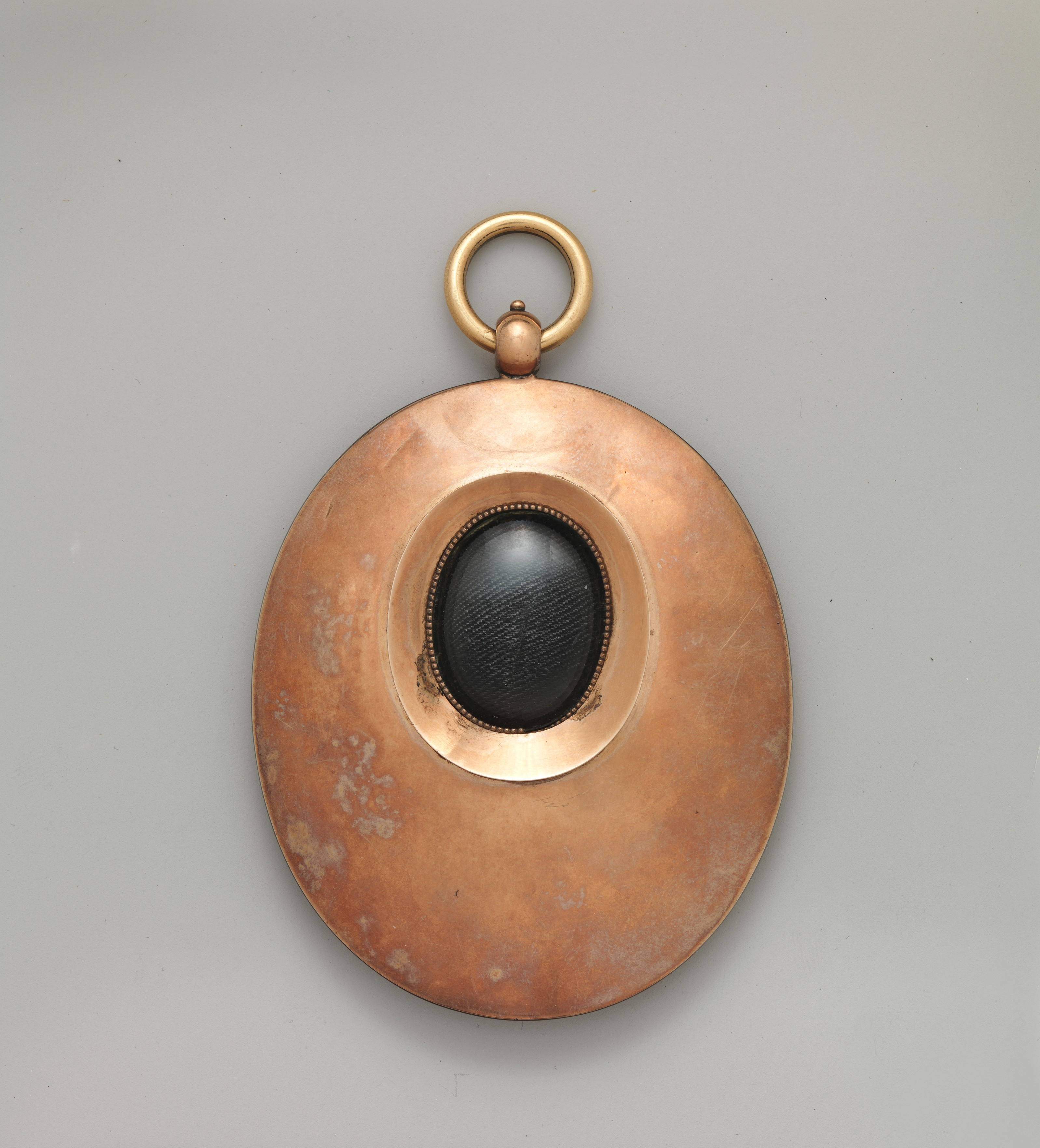
Rückseite der Miniatur

George Augustus Baker sr. wurde vor allem für seine zarten Miniaturporträts bekannt. Dabei handelte es sich um Aquarelle auf Elfenbein, die intime Darstellungen von Kindern oder Familienmitgliedern zeigten. Ein Beispiel ist das im Jahr 1818 entstandene Porträt Stephen Thorn, das sich heute in der Sammlung des Metropolitan Museum of Art befindet. Bakers Stil zeichnete sich durch feine Details, subtile Farbgebung und eine besondere Sorgfalt im Umgang mit Hauttönen auf kleinen Formaten aus. Er gilt als wichtiger Vertreter der amerikanischen Miniaturtradition des frühen 19. Jahrhunderts.